# 수정 메르칼리 진도 계급
수정 메르칼리 진도 계급(Modified Mercalli intensity scale, 약자로 MM 또는 MMI)는 1902년 주세페 메르칼리가 처음으로 개발한 "메르칼리 진도 계급"에서 유래된 척도로, 지진으로 발생한 흔들림이 어느 정도 세기인지 측정하는 데 사용하는 진도 계급이다. 모멘트 규모(Mw) 또는 릭터 규모(ML)와 같이 지진 고유의 힘이나 에너지 크기를 나타내는 지진 규모와 달리 진도 계급은 지진이 얼마나 큰 영향을 주었는지를 판별하는 척도로 주어진 장소에서의 흔들림에 따라 변한다. 지진의 흔들림은 방출되는 지진 에너지에 따라 변하지만 에너지가 얼만큼 지진파 에너지로 변환되는지에도 영향이 미친다. 진원 깊이가 깊은 지진일수록 표면과 지진 에너지의 상호작용도 적어지기 때문에 평균적인 흔들림도 작아진다. 또한 지진의 진앙과 멀어질수록 흔들림의 세기도 약해지지만 퇴적지대의 기반이 약한 지역 같은 곳은 흔들림이 증폭될 수 있다.
진도 계급은 훈련하지 않은 관측자도 지진으로 어떤 영향이 있었는지 눈으로 보고 특정 지역의 지진의 흔들림 세기를 그 영향으로 추정할 수 있다. 이런 식의 '보고'를 통한 진도 측정은 지진계가 필요하지 않으므로 특히 계기관측 이전 역사지진의 규모와 진원을 추정하는 데 유용하게 사용된다. 가장 큰 진도를 관측한 지점이 진앙 인근이며, 그 정도와 범위를 지역의 지질학적 조건과 같이 분석하여 계기관측 이후 지진과 비교해 어느 정도 추정할 수 있다.
대한민국 기상청에서는 2001년 1월 1일부터 진도 계급으로 일본 기상청 진도 계급을 대체하여 수정 메르칼리 진도 계급을 사용하고 있으며, 진도 측정시 지진계를 사용해 보고한다. 이후 대한민국 내 지진 발생 상황을 고려하여 2018년 11월부터 한반도 지진학적 특성이 반영된 고유의 진도 기준을 마련해 유감진도(사람이 느끼는 정도) 및 피해진도(지진 피해의 정도)와 실제 진동 관측값 사이의 관계식을 산출하여 각 진도 등급에 해당하는 구간값을 재설정한 한국형 수정 메르칼리 진도 계급을 사용하고 있다.(물리량과의 상관관계 문단 참조)

## 역사
이탈리아의 화산학자인 주세페 메르칼리가 1883년 진도 계급을 개발하였다. 메르칼리의 진도는 총 6개 단계로 구분되었는데 당시 표준으로 사용되었던 10단계의 로시-포렐 진도 계급을 기반으로 한 '도입용'으로 사용하였다. 1902년에는 메르칼리가 두 번째로 척도를 발표했는데 이 척도도 로시-포렐 진도 계급을 변형한 형태로 10단계를 그대로 유지하였으며 대신 각 진도별 설명을 대폭 확대하였다. 매르칼리의 신형 진도 계급은 "사용자에게 호감을 얻었다"며 이탈리아 기상학 및 지질역학 사무소가 공식으로 채택하였다.
1904년에는 이탈리아의 지진학자 아돌포 칸카니가 매우 강력한 지진에 대해 "재앙적"(catastrophe)과 "매우 재앙적"(enormous catastrophe) 등급을 추가하면서 총 12단계로 확대되었다. 하지만 독일의 지진학자 아우구스트 하인리히 지베르크는 1912년에서 1923년 사이 연구에서 칸카니의 진도 묘사가 부족하다는 점을 지적하고 각 계급별로 최대 지반 가속도(PGA)를 이용한 진도 측정법을 개발하였다. 이후로 진도 계급이 "지베르크가 공식화한 메르칼리-칸카니 진도 계급" 혹은 "메르칼리-칸카니-지베르크 진도 계급"(MCS)으로 불리며 유럽에서 광범위하게 쓰이기 시작했다.
해리 O. 우드와 프랭크 노이만은 1931년 MCS 계급을 영어로 번역하며 동시에 진도 설명을 수정, 간소화하고 가속도 기준을 제거하였으며 이를 "1931년 수정 메르칼리 진도 계급"(MM31)이라 이름붙였다. 일부 지진학자는 MM31 진도 계급을 "우드-노이만 진도 계급"이라 부르기도 한다. 우드와 노이만이 개량한 진도 계급은 진도를 평가하는 기준이 매우 줄어든 사실상의 요약본에 가깝다.
우드-노이만 진도 계급은 1956년 찰스 릭터가 다시 개량하여 릭터가 발매한 영향력 높은 교과서인 "초등지진학"에 같이 출판되었다. 릭터가 개량한 지진 계급을 릭터 규모와 혼동하길 원치 않은 그는 자신이 개량한 진도 계급을 "1956년 수정 메르칼리 진도 계급"(MM56)이라 부르자고 제안했다.
1993년 미국의 역사지진 개요서에서는 칼 스토버와 제리 코프먼이 리히터의 개정안을 무시하고 우드-노이만이 개발한 1931년 진도 계급에서 일부 진도를 약간 수정하여 해석한 새로운 개량된 진도 계급을 발표하였으나 대부분의 경우에는 제대로 문서화되지 않았다.
미국 지질조사국과 기타 기관이 사용하는 수정 메르칼리 진도 계급의 기준은 명목상으로 우드와 노이만의 MM31 진도 계급이다. 하지만 실제로는 1931년 이후 "일부 기준은 지반이 흔들리는 정도를 나타내는 지표로 타 기준보다 신뢰성이 높다"며 스토버와 코프먼이 요약본을 해석한 기준을 사용하고 있다. 또한 건축법과 공법이 발전하며 건축물이 더 튼튼해지면서 같은 흔들린 세기더라도 시간이 지나면 더 약해보이는 현상까지 발생하였다. 그리고 구부러진 철로, 지반 균열, 산사태와 같이 강도가 매우 높은 진도 X 이상의 흔들림을 판별하는 원래 기준 중 일부는 "실제로 지반이 흔들리는 정도보다는 현저한 파괴에 취약한 지반 조건 여부에 더 큰 상관관계를 가지고 있다"는 문제가 있었다.
칸카니가 추가한 '재앙적'과 '매우 재앙적' 단계(각각 진도 XI와 진도 XII) 범위는 매우 극히 드물게 사용하기 때문에 미국 지질조사국과 같은 일부 지진학 기관은 이 둘을 "X+"라는 '극단적인 피해' 진도로 묶어서 발표하는 경우도 있다.

### 대한민국식 수정 진도
대한민국 기상청은 2018년 11월 자체적인 지역별 진도 제공 서비스와 함께 한국의 지진 발생 상황을 고려한 자체적인 수정 메르칼리 진도 계급을 발표해 사용하기 시작했다. 계기 관측 자료를 사용하지 않는 타 진도와 비교해 대한민국 기상청의 수정 메르칼리 진도 계급은 지진계에서 산출되는 정량적인 값인 최대 지반 가속도(PGA)와 최대 지반 속도(PGV)를 이용하는 것이 특징으로, PGA, PGV와 수정 메르칼리 진도 계급 사이 관계식은 아래와 같다.
최대 지반 가속도와 진도의 관계 (PGA= cm/s²)
- MMI = 1.8999 log(PGA) + 1.8432 (진도 V 이하)
- MMI = 3.0104 log(PGA) - 0.0021 (진도 V 이상)

최대 지반 속도와 진도의 관계 (PGV= cm/s)
- MMI = 2.1939 log(PGV) + 5.0918 (진도 V 이하)
- MMI = 2.4686 log(PGV) + 5.0996 (진도 V 이상)

## 진도 계급 설명
수정 메르칼리 진도 계급은 낮은 계급에선 주로 지진의 진동을 사람이 어떻게 느끼는지에 따라 달라진다. 높은 계급에서는 건축물 손상 정도에 따라 계급이 달라진다.
아래 표는 수정 메르칼리 진도 계급에 따른 계급 분류 및 설명을 적은 것이다.
| I. Not felt      | 거의 대부분의 사람은 지진을 느낄 수 없다. |
| II. Weak         | 조용한 상태나, 건물 위층에 있는 소수의 사람들만 느낄 수 있다. |
| III. Weak        | 실내, 특히 건물 위층에 있는 사람들은 꽤 느낄 수 있다. 하지만 대부분의 사람들은 지진인 줄 알아차릴 수 없다. 정지하고 있는 차가 약간씩 흔들린다. 트럭이 지나가는 정도와 비슷한 진동으로 느낀다.                                                                                          |
| IV. Light        | 실내에 많은 사람들이 지진을 느끼며, 낮에는 밖에 있는 사람 중 소수가 느낄 수 있다. 밤에는 일부 사람들이 잠에 깨기도 한다. 접시, 창문, 문 등이 흔들린다. 벽에는 부딪치는 소리가 난다. 대형 트럭이 옆에 지나가는 것과 같은 진동으로 느껴진다. 정지하고 있는 차가 흔들리는 것이 눈에 띈다. |
| V. Moderate      | 거의 모든 사람들이 진동을 느끼며 지진으로 인지한다. 일부 접시나 창문은 깨지기도 한다. 불안정한 물체가 넘어진다. 진자 시계가 작동을 멈춘다. |
| VI. Strong       | 모든 사람이 진동을 느낀다. 일부 무거운 가구들이 움직인다. 벽에서 석회가루들이 떨어지기도 한다. 약간의 피해를 입기 시작한다. |
| VII. Very strong | 면진을 제대로 설계하고 구축된 건축물은 거의 피해를 입지 않는다. 보통의 잘 지어진 건물에선 약간의 피해를 입는다. 부실한 건물에선 상당한 피해를 입는다. 일부 굴뚝이 부러지는 피해를 입는다.                                                                                              |
| VIII. Severe     | 지진에 주의깊게 설계된 건물도 약간의 피해를 입는다. 보통의 잘 지어진 건물에서는 일부 붕괴와 같은 구조적 피해를 입는다. 부실한 건물에서는 심각한 피해를 입는다. 공장 굴뚝, 기둥, 장식물, 벽 등이 무너진다. 무거운 가구가 쓰러진다.                                                      |
| IX. Violent      | 지진에 주의깊게 설계된 건물도 상당한 피해를 입는다. 보통의 잘 지어진 건물에서도 배관이 수직으로 튀어나올 정도이다. 건물이 부분 붕괴와 같은 실질적 피해를 입는다. 건물의 기초가 움직인다. 액상화 현상이 일어난다.                                                                       |
| X. Extreme       | 지진에 주의깊게 설계된 목재 건축물이 붕괴한다. 석조 건물에서도 대부분의 골조와 벽돌이 기초째 붕괴된다. 철로가 휘어진다. |
| XI. Extreme      | 거의 대부분의 건물이 붕괴된다. 다리가 파괴된다. 땅에 넓은 균열이 생긴다. 지하에 매설한 배관들은 완전히 파괴된다. 토양이 부드러운 지형에선 산사태가 일어난다. 철로가 심각하게 휘어진다.                                                                                                 |
| XII. Extreme     | 모든 것이 피해를 입는다. 땅에 물결치는 것이 보인다. 지표면이 심각하게 뒤틀린다. 지상의 물체가 공중으로 튀어오른다. |

## 상관관계

### 규모와의 상관 관계
진원 깊이, 지형, 진앙과의 거리 등 여러 요인에 영향을 받는 진도는 규모와 일정한 상관관계를 잡기 어렵다. 예를 들어 2011년 칠레 살타에서 발생한 규모 M7.0, 깊이 576.8 km에서 발생한 지진은 최대진도가 V였고, 1865년 잉글랜드 배로인퍼니스에서 발생한 규모 M2.2, 깊이 1 km의 지진은 최대진도가 VIII를 기록했다.
옆의 작은 표는 규모와 수정 메르칼리 진도 간의 대략적인 관계를 나타냈다.

### 추정진도와 지진 위험 평가에서의 사용
거시적인 추정 진도를 추정하기 위해 지진의 규모, 진원과 지진계 사이 거리, 기타 매개변수(지역의 지질 조건) 등 주어진 환경에 따른 진도를 예측하는 비례방정식이 수십 개 개발되었다. 이는 최대 지반 가속도와 같은 기계적인 강한 지반 운동 매개변수를 추정하는 데 사용하는 지반 운동 예측 방정식과 비슷하다. 진도 예측 방정식을 단순하게 사용할 수도 있다. 이런 방정식은 거시적인 지진 진도의 관점에서 지진 위협을 추정하는 데 사용할 수 있는데, 이는 계기 관측 강진 변수보다 지진위험도와 더 밀접한 관련성을 가지고 있다는 장점이 있다.

### 물리량과의 상관관계
원래의 수정 메르칼리 진도 계급은 흔들리는 진폭, 흔들림의 주파수, 최대 지반 속도(PGV), 최대 지반 가속도(PGA)와 같은 객관적으로 정량화할 수 있는 측정값같이 엄격하게 정의되지 않았다. 다만 사람이 인지하는 흔들림과 건축물의 손상은 흔들린 강도가 낮을 경우 최대 지반 가속도와, 흔들린 강도가 강할 경우 최대 지반 속도와의 연관성이 높다.
대한민국 기상청에서는 2018년 11월부터 자체적인 수정 메르칼리 진도 계급을 마련해, 최대 진도를 발표할 때 최대 지반 속도와 가속도에 따라 진도를 결정하는 계기진도체계를 갖추고 있다. 아래는 대한민국 기상청이 전국 각 지역의 유감진도(사람이 느끼는 정도) 및 피해진도(지진 피해의 정도)와 실제 진동 관측값 사이의 관계식을 산출하여 각 진도 등급에 해당하는 구간값을 재설정해 만든 수정 메르칼리 진도와 그에 따른 최대 지반 속도, 가속도의 관계를 나타낸 표이다. 최대 지반 가속도의 경우 단위가 %g (1%g=0.01g=9.81gal)로, 갈(gal)로 환산할 경우 %g를 9.81로 곱하면 된다.
| 진도    | 최대 지반 가속도 (단위: %g=9.81cm/sec2) | 최대 지반 속도 (단위: cm/sec) |
| ------- | --------------------------------------- | ----------------------------- |
| I       | %g<0.07                                 | V<0.03                        |
| II      | 0.07≤%g<0.23                            | 0.03≤V<0.07                   |
| III     | 0.23≤%g<0.76                            | 0.07≤V<0.19                   |
| IV      | 0.76≤%g<2.56                            | 0.19≤V<0.54                   |
| V       | 2.56≤%g<6.86                            | 0.54≤V<1.46                   |
| VI      | 6.86≤%g<14.73                           | 1.46≤V<3.7                    |
| VII     | 14.73≤%g<31.66                          | 3.7≤V<9.39                    |
| VIII    | 31.66≤%g<68.01                          | 9.39≤V<23.85                  |
| IX      | 68.01≤%g<146.14                         | 23.85≤V<60.61                 |
| X       | 146.14≤%g<314                           | 60.61≤V<154                   |
| XI 이상 | 314≤%g                                  | 154≤V                         |

아래는 2018년 수정 이전 대한민국 기상청이 사용한 대조표이다.
| 진도    | 최대 지반 가속도 (단위: %g=9.81cm/sec2) | 최대 지반 속도 (단위: cm/sec) |
| ------- | --------------------------------------- | ----------------------------- |
| I       | %g<0.1                                  | V<0.07                        |
| II      | 0.1≤%g<0.3                              | 0.07≤V<0.22                   |
| III     | 0.3≤%g<0.5                              | 0.22≤V<0.65                   |
| IV      | 0.5≤%g<2.4                              | 0.65≤V<1.9                    |
| V       | 2.4≤%g<6.7                              | 1.9≤V<5.8                     |
| VI      | 6.7≤%g<13.0                             | 5.8≤V<11.0                    |
| VII     | 13.0≤%g<24.0                            | 11.0≤V<22.0                   |
| VIII    | 24.0≤%g<44.0                            | 22.0≤V<43.0                   |
| IX      | 44.0≤%g<83.0                            | 43.0≤V<83.0                   |
| X       | 83.0≤%g<156.0                           | 83.0≤V<160.0                  |
| XI 이상 | 156.0≤%g                                | 160.0≤V                       |

### 모멘트 규모와 관계
특정 지진의 영향은 장소마다 큰 차이를 보일 수 있으므로, 동일한 모멘트 규모의 지진에서도 위치에 따라 수많은 진도값이 산출될 수 있다. 이 값들 중 같은 진도를 보인 지역을 선으로 묶은 '등진도선' 지도를 통해 정확히 볼 수 있다. 하지만 각각의 지진의 경우 하나의 규모 값만을 가지고 있다.

## 같이 보기
- 유럽 광대역 진도 계급
- 일본 기상청 진도 계급
- 진도 (지진)
- 지진 규모

## 참고 문헌
- Allen, Trevor I.; Wald, David J.; Worden, C. Bruce (2012년 7월 1일). “Intensity attenuation for active crustal regions”. 《Journal of Seismology》 (영어) 16 (3): 409–433. Bibcode:2012JSeis..16..409A. doi:10.1007/s10950-012-9278-7. ISSN 1383-4649. S2CID 140603532.
- Bolt, B. A. (1993), 《Earthquakes and geological discovery》, Scientific American Library, ISBN 0-7167-5040-6.
- Bormann, P.; Wendt, S.; Di Giacomo, D. (2013), 〈Chapter 3: Seismic Sources and Source Parameters〉,   Bormann, 《New Manual of Seismological Observatory Practice 2 (NMSOP-2)》, doi:10.2312/GFZ.NMSOP-2_ch3, 2019년 8월 4일에 원본 문서 (PDF)에서 보존된 문서, 2022년 10월 18일에 확인함.
- Davenport, P. N.; Dowrick, D. J. (2002). 《Is there a relationship between observed felt intensity and parameters from strong motion instrument recordings?》 (PDF). NZEE 2002 Conference..

- Davison, Charles (June 1921), “On scales of seismic intensity and on the construction and use of isoseismal lines”, 《Bulletin of the Seismological Society of America》 11 (2): 95–129, Bibcode:1921BuSSA..11...95D, doi:10.1785/BSSA0110020095.

- Dewey, James W.; Reagor, B. Glen; Dengler, L.; Moley, K. (1995), “Intensity Distribution and Isoseismal Maps for the Northridge, California, Earthquake of January 17, 1994” (PDF), 《U. S. Geological Survey》, Open-File Report 95-92.

- Grünthal, Gottfried (2011), 〈Earthquakes, Intensity〉,   Gupta, Harsh K., 《Encyclopedia of Solid Earth Geophysics》, 237–242쪽, ISBN 978-90-481-8701-0
- Lee, William H.K.; Jennings, Paul; Kisslinger, Carl; Kanamori, Hiroo, 편집. (2002). 《International Handbook of Earthquake & Engineering Seismology, Part A》. Elsevier. ISBN 978-0-08-048922-3. OCLC 51272640.
- Musson, R.M.W. (2000). “Intensity-based seismic risk assessment”. 《Soil Dynamics and Earthquake Engineering》 20 (5–8): 353–360. doi:10.1016/s0267-7261(00)00083-x.

- Musson, Roger W.; Grünthal, Gottfried; Stucchi, Max (April 2010), “The comparison of macroseismic intensity scales”, 《Journal of Seismology》 14 (2): 413–428, Bibcode:2010JSeis..14..413M, doi:10.1007/s10950-009-9172-0, S2CID 37086791.

- Musson, Roger M. W.; Cecić, Ina (2012). 〈Chapter 12: Intensity and Intensity Scales〉.   Bormann, Peter. 《New Manual of Seismological Observatory Practice 2》. 《New Manual of Seismological Observatory Practice 2 (Nmsop2)》. doi:10.2312/GFZ.NMSOP-2_ch12. 2019년 8월 4일에 원본 문서 (PDF)에서 보존된 문서. 2019년 1월 2일에 확인함..

- Richter, Charles F. (1958), 《Elementary Seismology》, W. H. Freeman, ISBN 978-0716702115, LCCN 58-5970
- Satake, Kenji; Atwater, Brian F. (May 2007). “Long-Term Perspectives on Giant Earthquakes and Tsunamis at Subduction Zones”. 《Annual Review of Earth and Planetary Sciences》 (영어) 35 (1): 349–374. Bibcode:2007AREPS..35..349S. doi:10.1146/annurev.earth.35.031306.140302. ISSN 0084-6597. 2020년 4월 12일에 원본 문서에서 보존된 문서. 2022년 10월 18일에 확인함.
- Schopf, James Morton; Oftedahl, Orrin G. (1976), 《The Reinhardt Thiessen coal thin-section slide collection of the U.S. Geological Survey; catalog and notes》, doi:10.3133/b1432
- Stover, Carl W.; Coffman, Jerry L. (1993), “Seismicity of the United States, 1568 – 1989 (Revised)” (PDF), 《U.S. Geological Survey》, Professional Paper 1527.

- Wood, Harry O.; Neumann, Frank (1931), “Modified Mercalli Intensity Scale of 1931” (PDF), 《Bulletin of the Seismological Society of America》 21 (4): 277–283, Bibcode:1931BuSSA..21..277W, doi:10.1785/BSSA0210040277[깨진 링크(과거 내용 찾기)]
- Xu, Yueren; Liu-Zeng, Jing; Allen, Mark B.; Zhang, Weiheng; Du, Peng (March 2021). “Landslides of the 1920 Haiyuan earthquake, northern China” (PDF). 《Landslides》 (영어) 18 (3): 935–953. doi:10.1007/s10346-020-01512-5. ISSN 1612-510X. S2CID 221568806.